# Haliteri
L'haliteri (Halitherium) és un gènere de sireni primitiu que aparegué a finals de l'Eocè i visqué fins a l'Oligocè. Se n'han trobat fòssils sobretot a Europa. Les aletes tenien falanges que no sobresortien. L'haliteri també tenia vestigis de potes posteriors que no eren visibles a l'exterior. Tanmateix, encara tenia un fèmur bàsic unit a una pelvis reduïda. També tenia costelles allargades, probablement per a augmentar la capacitar pulmonar i controlar millor la flotabilitat. Un estudi publicat el 2014 posà en dubte la validesa d'aquest grup.